# Hemigrammus erythrozonus

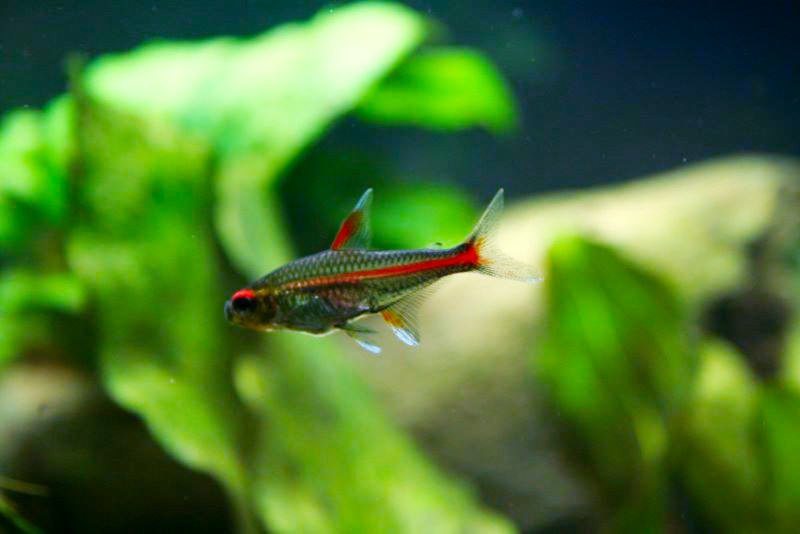
Hemigrammus erythrozonus

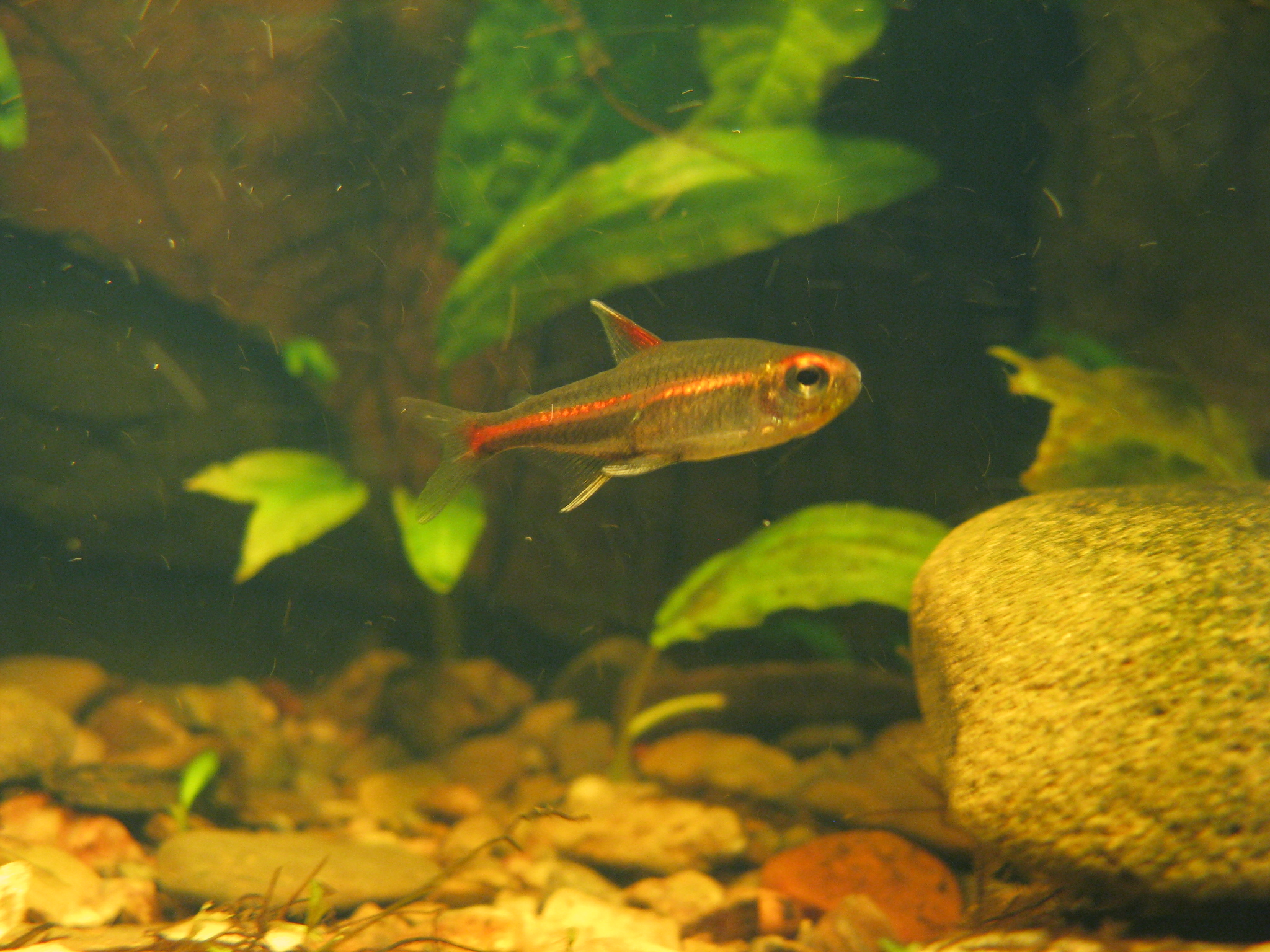
Hemigrammus erythrozonus en un aquàrium

Hemigrammus erythrozonus és una espècie de peix de la família dels caràcids i de l'ordre dels caraciformes.

## Morfologia
- Els mascles poden assolir 3,3 cm de llargària total.
- Els mascles són més prims i tenen la regió ventral lleugerament enfosada, mentre que les femelles són més grosses.
- Té una franja de color vermell clar al llarg de tota la longitud del cos i àrees argentades a la regió ventral.
- L'aleta dorsal i la cua poden presentar els extrems de color blanc.
- No hi ha diferències de color notables entre tots dos gèneres.[4][5]

## Alimentació
Menja cucs, petits crustacis i plantes.

## Hàbitat
Viu a àrees de clima tropical entre 24 °C i 28 °C de temperatura.

## Distribució geogràfica
Es troba a Sud-amèrica: riu Essequibo.

## Observacions
És una espècie popular en aquariofília i es va exportar per primera vegada a Europa des de Guyana a la dècada de 1930.